# Calandrella blanfordi
La terrera de Blanford (Calandrella blanfordi) es una especie de ave paseriforme de la familia Alaudidae que vive en el noreste de África y Arabia. Su nombre conmemora al zoolólogo William Thomas Blanford. En el pasado se consideró que formaba parte de las especies Calandrella brachydactyla y Calandrella cinerea pero en la actualidad se considera generalmente que es una especie aparte. Algunos incluyen a la terrera de Erlanger (C. erlangeri) dentro de esta especie.
Se encuentra en llanuras pedregosas abiertas frecuentemente con arbustos. En Arabia cría en zonas entre los 1800 y 2500 metros de altitud y algunos individuos se dispersan a zonas más bajas en invierno. Con frecuencia se observa a esta especie formando bandadas fuera de las estación de cría.

## Descripción
Mide de 14 a 15 centímetros de largo. El plumaje de sus partes superiores es pardo terroso con estrías oscuras y tiene el píleo rojizo. Sus partes inferiores son claras y lisas, excepto la lista oscura de la base frontal de su cuellos. La terrera común tiene un aspecto similar, pero es de tonos más grisáceos y tiene el píleo más veteado. Las terreras de Erlanger y la capirotada tienen las partes superiores más oscuras y más veteadas y tienen el píleo de un rufo más oscuro. La terrera de Erlanger tiene manchas en el cuello más grandes y oscuras mientras que la capirotada tiene manchas rojizas.
La terrera de Blanford pía como un gorrión cuando vuela. Y emite su canto cuando vuela en círculos en el que mezcla sonidos de tipo chiu-chiu-chiu-chiu con notas más fluidas.

## Taxonomía
Se reconocen tres subespecies: 
- C. b. blanfordi en Eritrea;
- C. b. daaroodensis en el norte de Somalia;
- C. b. eremica en Yemen y el suroeste de Arabia Saudí.